# G-Sides
Albums de Gorillaz
Gorillaz
(2001) Laika Come Home
(2002)
G-Sides est une compilation de Gorillaz sortie au Japon en 2001, puis en 2002 dans le reste du monde. Il s'agit d'un recueil de faces B et de remixes étant issus des 3 premiers singles tirés de l'album Gorillaz ainsi que de la première publication du groupe, l'EP Tomorrow Comes Today de 2000. Originellement destinée au marché japonais (c'est d'ailleurs la raison de sa sortie à la fin 2001 dans ce pays alors que les autres pays ont dû attendre le début de l'année 2002), il sortit ensuite aux Etats-Unis en février 2002 avec une tracklist légèrement modifiée : en effet, la version américaine ne comporte pas les titres Dracula et Left Hand Suzuki Method, pour la simple et bonne raison que ces 2 chansons étaient des pistes bonus de l'édition deluxe américaine de Gorillaz. La version européenne, sortie en mars 2002, reprend la même tracklist que la version japonaise. Il y eut également une version limitée sortie exclusivement au Brésil qui combine toutes les chansons des 2 versions de l'album (européenne/japonaise & américaine).
La pochette de l'album possède bien souvent le même artwork : Noodle (guitare) est au premier plan et tient une poupée de squelette dans sa main (dans certaines versions, notamment la japonaise, c'est une figurine de Godzilla) tandis que Russel Hobbs (batterie) mange des nouilles chinoises et que Stuart "2D" Pot [chant, claviers] (qui fume) et Murdoc Niccals (basse) semblent l'observer. Sur le haut de la "manche" de l'album, le titre est écrit en katakana, comme ceci : ジー サイズ (Jī Saizu). G-Sides a fini à la 65ème place des charts anglais et à la 84ème place des charts américains. 

## Liste des titres
Tous les titres sont écrits et composés par Gorillaz.
| version japonaise et européenne | version japonaise et européenne                                      | version japonaise et européenne | version japonaise et européenne | version japonaise et européenne | version japonaise et européenne | version japonaise et européenne | version japonaise et européenne | version japonaise et européenne | version japonaise et européenne |
| No                              | Titre                                                                | Durée                           |                                 |                                 |                                 |                                 |                                 |                                 |                                 |
| ------------------------------- | -------------------------------------------------------------------- | ------------------------------- | ------------------------------- | ------------------------------- | ------------------------------- | ------------------------------- | ------------------------------- | ------------------------------- | ------------------------------- |
| 1.                              | 19-2000 (Soulchild remix)                                            | 3:27                            |                                 |                                 |                                 |                                 |                                 |                                 |                                 |
| 2.                              | Dracula                                                              | 4:44                            |                                 |                                 |                                 |                                 |                                 |                                 |                                 |
| 3.                              | Rock the House (radio edit) (featuring Del the Funky Homosapien)     | 3:00                            |                                 |                                 |                                 |                                 |                                 |                                 |                                 |
| 4.                              | The Sounder (featuring Phi Life Cypher)                              | 4:29                            |                                 |                                 |                                 |                                 |                                 |                                 |                                 |
| 5.                              | Faust                                                                | 3:47                            |                                 |                                 |                                 |                                 |                                 |                                 |                                 |
| 6.                              | Clint Eastwood (Phi Life Cypher Version) (featuring Phi Life Cypher) | 4:54                            |                                 |                                 |                                 |                                 |                                 |                                 |                                 |
| 7.                              | Ghost Train                                                          | 3:56                            |                                 |                                 |                                 |                                 |                                 |                                 |                                 |
| 8.                              | Hip Albatross                                                        | 2:44                            |                                 |                                 |                                 |                                 |                                 |                                 |                                 |
| 9.                              | Left Hand Suzuki Method (featuring Miho Hatori)                      | 3:08                            |                                 |                                 |                                 |                                 |                                 |                                 |                                 |
| 10.                             | 12D3                                                                 | 3:25                            |                                 |                                 |                                 |                                 |                                 |                                 |                                 |
| 11.                             | Clint Eastwood (video)                                               | 4:30                            |                                 |                                 |                                 |                                 |                                 |                                 |                                 |
| 12.                             | Rock the House (video)                                               | 3:39                            |                                 |                                 |                                 |                                 |                                 |                                 |                                 |
| 35:54                           |                                                                      |                                 |                                 |                                 |                                 |                                 |                                 |                                 |                                 |

| Version américaine | Version américaine                                                   | Version américaine | Version américaine | Version américaine | Version américaine | Version américaine | Version américaine | Version américaine | Version américaine |
| No                 | Titre                                                                | Durée              |                    |                    |                    |                    |                    |                    |                    |
| ------------------ | -------------------------------------------------------------------- | ------------------ | ------------------ | ------------------ | ------------------ | ------------------ | ------------------ | ------------------ | ------------------ |
| 1.                 | 19-2000 (Soulchild remix)                                            | 3:27               |                    |                    |                    |                    |                    |                    |                    |
| 2.                 | Latin Simone (¿Que Pasa Contigo?) (version anglaise)                 | 3:38               |                    |                    |                    |                    |                    |                    |                    |
| 3.                 | 19-2000 (The Wiseguys House of Wisdom remix)                         | 7:13               |                    |                    |                    |                    |                    |                    |                    |
| 4.                 | The Sounder (edit) (featuring Phi Life Cypher)                       | 4:29               |                    |                    |                    |                    |                    |                    |                    |
| 5.                 | Faust                                                                | 3:47               |                    |                    |                    |                    |                    |                    |                    |
| 6.                 | Clint Eastwood (Phi Life Cypher version) (featuring Phi Life Cypher) | 4:54               |                    |                    |                    |                    |                    |                    |                    |
| 7.                 | Ghost Train                                                          | 3:56               |                    |                    |                    |                    |                    |                    |                    |
| 8.                 | Hip Albatross                                                        | 2:44               |                    |                    |                    |                    |                    |                    |                    |
| 9.                 | 12D3                                                                 | 3:25               |                    |                    |                    |                    |                    |                    |                    |
| 35:33              |                                                                      |                    |                    |                    |                    |                    |                    |                    |                    |

| Édition limitée brésilienne | Édition limitée brésilienne                                          | Édition limitée brésilienne | Édition limitée brésilienne | Édition limitée brésilienne | Édition limitée brésilienne | Édition limitée brésilienne | Édition limitée brésilienne | Édition limitée brésilienne | Édition limitée brésilienne |
| No                          | Titre                                                                | Durée                       |                             |                             |                             |                             |                             |                             |                             |
| --------------------------- | -------------------------------------------------------------------- | --------------------------- | --------------------------- | --------------------------- | --------------------------- | --------------------------- | --------------------------- | --------------------------- | --------------------------- |
| 1.                          | 19-2000 (Soulchild remix)                                            | 3:27                        |                             |                             |                             |                             |                             |                             |                             |
| 2.                          | Latin Simone (¿Que Pasa Contigo?) (version anglaise)                 | 3:38                        |                             |                             |                             |                             |                             |                             |                             |
| 3.                          | 19-2000 (The Wiseguys House of Wisdom remix)                         | 7:13                        |                             |                             |                             |                             |                             |                             |                             |
| 4.                          | The Sounder (edit) (featuring Phi Life Cypher)                       | 4:29                        |                             |                             |                             |                             |                             |                             |                             |
| 5.                          | Faust                                                                | 3:47                        |                             |                             |                             |                             |                             |                             |                             |
| 6.                          | Clint Eastwood (Phi Life Cypher version) (featuring Phi Life Cypher) | 4:54                        |                             |                             |                             |                             |                             |                             |                             |
| 7.                          | Ghost Train                                                          | 3:56                        |                             |                             |                             |                             |                             |                             |                             |
| 8.                          | Hip Albatross                                                        | 2:44                        |                             |                             |                             |                             |                             |                             |                             |
| 9.                          | 12D3                                                                 | 3:25                        |                             |                             |                             |                             |                             |                             |                             |
| 10.                         | Dracula                                                              | 4:44                        |                             |                             |                             |                             |                             |                             |                             |
| 11.                         | Rock the House (radio edit) (featuring Del Tha Funkee Homosapien)    | 3:00                        |                             |                             |                             |                             |                             |                             |                             |
| 12.                         | Left Hand Suzuki Method                                              | 3:08                        |                             |                             |                             |                             |                             |                             |                             |
| 13.                         | Clint Eastwood (clip vidéo)                                          | 4:34                        |                             |                             |                             |                             |                             |                             |                             |
| 14.                         | Rock the House (clip vidéo)                                          | 3:40                        |                             |                             |                             |                             |                             |                             |                             |
| 15.                         | 19-2000 (Soulchild Remix) (clip vidéo)                               | 3:27                        |                             |                             |                             |                             |                             |                             |                             |
| 16.                         | Noodle Fight (jeu vidéo)                                             |                             |                             |                             |                             |                             |                             |                             |                             |
| 46:25                       |                                                                      |                             |                             |                             |                             |                             |                             |                             |                             |

## Background du groupe fictif
En tant qu'album de faces B, G-Sides est directement un album assez "mineur" dans la carrière de Gorillaz et, de par sa nature, il n'y a pas énormément de grands liens avec l'histoire du groupe fictif à cette période. Néanmoins, cela ne veut pas dire qu'il n'y en a aucun et à l'époque de la sortie de l'album (fin 2001-début 2002), les 4 personnages ont tout de même vécu quelques aventures : on sait que le groupe passa le reste de l'année sur les routes, à jouer ses morceaux pour le public (c'est le Gorillaz Tour, aussi appelé Gorillaz Live) de mars à septembre 2001. Il y eut aussi la création du morceau 911, traitant des attaques du 11 septembre et réalisé en collaboration avec Terry Hall et le groupe de rap D12 (mais sans Eminem), ainsi que plusieurs projets inédits (merchandising, morceaux créés pour des albums n'étant pas directement liés au groupe...). 
Mais le groupe s'est surtout fait un ennemi (qui se retrouvera dans leurs pattes pendant toute la Phase 1 et même un peu au-delà) : le Dr. Wurzel. L'un de ses méfaits est d'avoir volé le camping-car de Murdoc alors que le groupe tournait le teaser de la vidéo de 19-2000 (teaser présent dans le DVD Phase One : Celebrity Take Down). Pendant ce vol, il a dispersé plusieurs photos dans différents lieux. Plusieurs jeux et sections du site Gorillaz.com (la première version) permettaient d'avoir quelques informations sur lui (par exemple avec Identikit ou Dr. Wurzel's Surgery) mais son caractère, son passé et ses motivations demeurent inconnues. Durant la période où il était en possession du camping-car, il a fait fuiter la toute première chanson de Gorillaz, Ghost Train (qui était encore inédite à l'époque) et, durant le Gorillaz Tour, a même pris le contrôle des Kong Studios avec des hordes de créatures démoniaques à son service... avant d'être appréhendé par Murdoc (ou bien par les autorités, car le DVD, se passant durant la perquisition de Kong par la police, présente comme "ennemis" le Docteur et ses légions) et d'être emprisonné.
A la fin du Gorillaz Live, le groupe emménagera à Hollywood Hills dans le but de créer un film sur eux pendant que Kong sera, comme cité plus haut, perquisitionné durant Halloween 2002 à cause d'événements paranormaux (notamment un inconnu courant dans les couloirs du lieu, nu et hurlant comme un hystérique).    

## Origines des titres
- 19-2000 (Soulchild Remix), 19-2000 (The Wiseguys House of Wisdom Remix), Hip Albatross et Left Hand Suzuki Method sont des faces B du single 19-2000.
- Latin Simone (version anglaise) et 12D3 sont des faces B de l'EP Tomorrow Comes Today paru en 2000.
- The Sounder, Faust, Ghost Train et Rock the House (radio edit) sont des faces B du single Rock the House.
- Clint Eastwood (Phi Life Cypher version) et Dracula sont des faces B du single Clint Eastwood.

## Classements
| Pays et classement (2002)     | Meilleure position |
| ----------------------------- | ------------------ |
| États-Unis - Billboard 200    | 84                 |
| Royaume-Uni - UK Albums Chart | 65                 |

## Historique de sortie
| Pays        | Date             | Label              | Format | Catalogue        |
| ----------- | ---------------- | ------------------ | ------ | ---------------- |
| Japon       | 12 décembre 2001 | Toshiba-EMI        | CD     | TOCP 65932       |
| États-Unis  | 26 février 2002  | Parlophone, Virgin | CD     | 7243 8 11967 2 3 |
| Royaume-Uni | 11 mars 2002     | Parlophone         | CD     | 7243 5 36942 0 3 |
| France      | 12 mars 2002     | Warner Music       | CD     |                  |